# Tivozanib
A tivozanib a Fotivda nevű gyári gyógyszerkészítmény hatóanyaga, egy orálisan adagolható VEGF tirozinkináz-gátló amely előrehaladott, illetve refrakter vesesejtes karcinóma kezelésében használatos. A hatóanyagot a Kyowa Kirin fedezte fel és a AVEO Pharmaceuticals fejlesztette gyógyszerré.
Gyakori mellékhatásai a kimerültség, magas vérnyomás, hasmenés, étvágytalanság, émelygés, diszfónia, alacsony pajzsmirigyműködés, köhögés és a szájnyálkahártya-gyulladás.
A tivozanib orvosi használatát az Európai Unióban 2017 augusztusában, az Egyesült Államokban 2021 márciusában engedélyezték. 

## Orvosi használata
A tivozanib előrehaladott, illetve refrakter vesesejtes karcinóma kezelésében használatos két másik szer kipróbálását követően.

## Ellenjavallatok
A tivozanibot orbáncfű tartalmú készítményekkel (antidepresszáns hatású fitoterapeutikum) tilos alkalmazni, mivel az orbáncfű a májban található CYP3A4 enzim induktora és csökkentheti a tivozanib koncentrációját a vérben.Terhesség alatt használata ellenjavallt, lévén patkánykísérletek során teratogénnek, embriotoxikusnak és fötotoxikusnak bizonyult.

## Nemkívánatos hatások
A leggyakoribb mellékhatások klinikai vizsgálatok során a magas vérnyomás (a kezeltek 48%-ánál), diszfónia (27%-uknál), illetve kimerültség és hasmenés (mindkét esetben 26%-os előfordulással).

## Gyógyszeres interakciók
A tivozanib egy dózisának beadása rifampicin mellett (ami egy erős CYP3A4 induktor) felére csökkenti a gyógyszer felezési idejét és az AUC értéket (amely a gyógyszer teljes szervezetben előforduló mennyisége), azonban nincs hatással a hatóanyag vérszintjének maximumára.
Ketokonazollal kombinálva (ami egy erős CYP3A4 inhibitor) nem észleltek változást a farmakokinetikában. A fenti megfigyelések klinikai jelentősége egyelőre feltáratlan.

## Farmakológia

### Hatásmechanizmus
A kinolin- és karbamidszármazék tivozanib az érújdonképződést gátolja a vaszkuláris endotheliális növekedési faktor (VEGF) szelektív gátlásával. A fejlesztések során mindhárom VEGF-receptor gátlását célozták meg.

### Farmakokinetika
A tivozanibot szájon át adagolják, így a legmagasabb szérumszint a bevételtől számítva 2-24 óra alatt jelentik meg. Az AUC érték független a táplálékbeviteltől. A vérben levő hatóanyag 99%-a plazmafehérjékhez (főleg albuminhoz) kötötten fordul elő. A tivozanib 90%-a változatlanul kering, annak ellenére, hogy a CYP3A4 és a CYP1A1, valamint számos UGT enzim metabolizálja. Metabolitjai között demetilezett, hidroxilált és N-oxidált származékok, valamint glükuronidok lehetnek.
A biológiai felezési ideje 4,5 és 5,1 nap közé tehető. 79%-a nagyrészt változatlanul a széklettel, 12%-a teljesen változatlanul a vizelettel ürül.
2015-ös tanulmány szerint, a tivozanib metoxicsoportjait deuterált metoxicsoportokra cserélve annak AUC értéke körülbelül másfélszeresére, biológiai felezési ideje a körülbelüli 9 óráról 11 órára nőtt, a közepes benntartózkodási ideje 13,4 óráról 15,8 órára nőtt, a hatás szignifikáns csökkenése nélkül. 

## Kémia
A tivozanibot hidroklorid monohidrát, fehértől barnáig terjedő színű por formájában alkalmazzák. Vízben gyakorlatilag oldhatatlan, alacsony oldékonyságú hígított savakban, etanolban valamint metanolban. Nem higroszkópos és optikailag inaktív.

## Klinikai vizsgálatok
Fázis III. klinikai vizsgálatok eredményei 30%-os, vagy 3 hónapos medián progresszió nélküli túlélést mutattak a sorafenibhez képest előrehaladott vesesejtes karcinóma tekintetében, azonban kisebb átfogó túlélési arányt mutatott „arm versus control arm” kísérletekben (azaz sorafenibbel kezelt betegek túlélése összehasonlítva a tivozanibbal kezeltekével). Az FDA onkológiai gyógyszerekért felelős tanácsa 13:1 arányban elutasította a tivozanib vesesejtes karcinómában való használatának engedélyezését. A tanács szerint a gyógyszer kedvezőtlen kockázat-előny arányt mutatott, emellett megkérdőjelezték a klinikai vizsgálati terv kiegyensúlyozottságát, hiszen azok a kontrollcsoportos betegek, akiket sorafenibbel kezeltek a betegség előrehaladásával áttérhettek tivozanibra, de a tivozanibbal kezelt csoport sorafenibre nem.
A forgalomba hozatalt az FDA megtagadta 2013 júniusában, mivel további klinikai vizsgálatok szükségességét érezte.
2016-ban az AVEO Oncology az ASCO-val közösen adatokat tett közzé, miszerint a fázis III. vizsgálatokban a földrajzi hely hatással volt az átfogó túlélésre.
2016-ban az AVEO Oncology bejelentett egy második fázis III. klinikai vizsgálatot.
2016-ban az EUSA Pharma és az AVEO Oncology bejelentése szerint, centralizált eljárásban beterjesztették a tivozanibot az Európai Gyógyszerügynökségnek (EMA).
2017 júniusában, az EMA vonatkozó tudományos tanácsa javasolta a tivozanib engedélyezését, az engedélyezést az év szeptemberére jósolták.
Az Európai Bizottság 2017 augusztusában engedélyezte a tivozanib forgalomba hozatalát.
2018-as, és azt követő tanulmányok vizsgálni kezdték a Tivozanib és Nivolumab (egy PD-1 receptor gátló rákellenes gyógyszer) kombinációs használatát, növelendő a terápia támadáspontjait előrehaladott áttétes vesesejtes karcinómában. A kezeltek 80%-nál csökkent a tumor mérete, szintén 80%-uk észlelt terápiához köthető mellékhatást, 17%-uknál dóziscsökkentésre is szükség volt. 

## Fordítás
Ez a szócikk részben vagy egészben  a   Tivozanib című angol Wikipédia-szócikk ezen változatának fordításán alapul.  Az eredeti cikk szerkesztőit annak laptörténete sorolja fel. Ez a jelzés csupán a megfogalmazás eredetét és a szerzői jogokat jelzi, nem szolgál a cikkben szereplő információk forrásmegjelöléseként.